# Yaucourt-Bussus
Yaucourt-Bussus là một xã ở tỉnh Somme, vùng Hauts-de-France, Pháp.

## Địa lý
Thị trấn này có cự ly khoảng 5 dặm Anh (8 km) về phía đông của Abbeville, trên đường D153.

## Dân số
| 1962                                                         | 1968 | 1975 | 1982 | 1990 | 1999 | 2007 |
| ------------------------------------------------------------ | ---- | ---- | ---- | ---- | ---- | ---- |
| 113                                                          | 124  | 129  | 121  | 146  | 175  | 210  |
| Số liệu điều tra dân số từ năm 1962, dân số không tính trùng |      |      |      |      |      |      |